# 中国民主同盟广西壮族自治区委员会
中国民主同盟广西壮族自治区委员会，简称民盟广西壮族自治区委，是中国民主同盟在广西壮族自治区的地方组织。

## 历届委员会

### 第十三届
- 任期：2017年6月－2022年6月
- 主任委员：刘慕仁
- 副主任委员：夏飞、郑军里、邓长球、黄世喆、古俊彦

### 第十四届
- 任期：2022年6月－
- 主任委员：邓长球
- 副主任委员：夏飞、黄世喆、古俊彦、张雪玲、张振荣